# Колтунюк Мирослав
Мирослав Колтунюк (1900, с. Тернавка (Ланцутський повіт) — 11 липня 1984, м. Нью-Йорк — четар УГА.

## Короткий життєпис
Народився 1900 в селі Тернавка (Ланцутський повіт) Королівства Галичини і Володимирії, Австро-Угорщина.
Закінчив державну гімназію в Перемишлі. З 1917 року на службі в Австрійській армії, де закінчив Старшинську школу артилерії. Воював на Італійському фронті. З 8 листопада 1918 року — в УГА, у Окремій Військовій Команді Стрий. У грудні 1918 року — старшина, на фронті під Мостиськами, де брав участь в боях з поляками. Потім був командантом батареї в групі отамана Чорного на відтинку Гусаків-Перемишль. У березні 1919 року перебував у батареї сотника Медведя в 7-й Львівській бригаді. Учасник Чортківської офензиви і походу на Київ. Воював у 5-й Херсонській дивізії Армії УНР проти денікінців і більшовиків, потрапив у Чотирикутник смерті.
Відступив до Галичини у 1920 і перейшов з групою Кравса до Чехословаччини, де був інтернований у Луберці і Йозефові. Закінчив Гірничу Академію у Пшібрамі в 1923—1928 роках з титулом Гірничого інженера. Працював по фаху на батьківщині від 1929 по 1939 рік. На еміграції в Німеччині з 1944 року. Переїхав до США у 1948 з родиною.
Працював у інженерно-шляховій фірмі у Південній Дакоті, а в 1955 р. переїхав до Нью-Йорку, де брав активну участь у громадсько-політичному житті. Мирослав був меценатом встановив у Гарвардському університеті відавчий фонд «Україніка». Був членом Товариства Українських Інженерів та Українського Патріархального Товариства.
Помер 11 серпня 1984 року в Нью-Йорку. Похований біля дружини на українському цвинтарі у Бавнд-Бруку.
В УГА служили два брати Мирослава, Михайло та Роман.